# 閃閃的紅星之紅星小勇士
《闪闪的红星之红星小勇士》（又名闪闪的红星之孩子的天空）是根据1974年中国大陆电影《闪闪的红星》改编的一部2007年动画电影。为迎合新时代的观众需求，本片在原版基础上做了大量修改；除了继承原版的意识形态外，更加注重娱乐性和观赏性，强化了家庭元素。
曾在原版电影中扮演潘冬子的祝新运，在本片的国语版中为小冬子的父亲潘行义配音；而演反派主角胡汉三的刘江，以八十余岁高龄再次为胡汉三配音。同时引起大眾注意的是，本片粵語版由數名香港明星声演。

## 角色配音
- 潘冬子—中國大陸：许飞、香港：蔡卓妍
- 宋小兰—中國大陸：丫丫、香港：鍾欣潼
- 胡汉三—中國大陸：刘江、香港：罗家英
- 潘行义—中國大陸：祝新运、香港：徐小明
- 曾丽花—香港：李司棋
- 丁强—香港：蒋雅文
- 偆伢子—香港：关智斌
- 刘强—香港：张致恒
- 潘伟伟—香港：麦子豪
- 王斧—香港：陈伟霆

## 相关
- 閃閃的紅星
- 閃閃的紅星 (電影)